# Римське громадянство

Тога — одяг римських громадян

Римське громадянство (лат. Status civitatis) — юридичний статус жителів римської держави, що означає можливість користування всією повнотою юридичних прав, що надаються римським законодавством.

## Соціальна класифікація римського суспільства
З точки зору користування правом, населення Римської республіки, а пізніше — Римської імперії, можна умовно розділити на наступні групи:
- Римські громадяни (лат. Cives Romani) — користувалися всіма правами. При відомих обставинах, громадянства можна було позбутися (наприклад, переїхавши на територію, де діяло латинське право).
- Латинські громадяни (лат. Latini) — спочатку були жителями італійських територій, завойованих Римом. У 49 р. до н. е. всі італіки стали власниками римського громадянства. Пізніше латинське право поширювалося на мешканців клієнтських царств і римських союзників, а ще пізніше — і провінцій. У порівнянні з римськими громадянами, носії латинського громадянства були «громадянами другого сорту», не мали права голосу і військового обов'язку.
- Переґріни  (лат. Cives Romani, досл. чужинці, іноземці) — свого роду античні «негромадяни»: жителі провінцій і колоній, що володіють місцевим самоврядуванням. З точки зору римського права розглядалися як іноземці, але іноді могли користуватися римським шлюбним або торговим правом.
- Дедитиції (лат. dediticii, досл. здалися) — племена, підкорені римлянами. Їх території управлялися безпосередньо римською адміністрацією. З часу Елієвого закону 4 р. н. е. сюди зараховувався нижчий клас вільновідпущеників, що не мав можливості одержати ні римського громадянства, ні латинського права. Не могли проживати ближче 100 миль від міста Риму.

Жінки за давньоримським правом могли бути громадянками на аналогічних підставах, як і чоловіки. Хоча дієздатність жінок-громадянок була обмеженою, наприклад, вони не могли займатися законотворчістю та обіймати управлінських посад.
Раби отримали деякі особисті права тільки в період правління імператора Антоніна Пія (наприклад, вбивство раба господарем прирівнювалося до вбивства перегринів). Парадоксом у цій ситуації було те, що вільновідпущеники римського громадянина автоматично отримували римське громадянство, щоправда, з певними зобов'язаннями до колишнього господаря.

## Права римських громадян
Права римського громадянина сильно змінювалися з плином часу, крім того, вони залежали від соціального статусу особи і її заслуг перед державою. Римське право періоду Республіки передбачало такі основні права римського громадянина:
- Ius suffragiorum. Право голосувати в народних зборах. Практично відмерло у I ст. до н. е..
- Ius honorum. Право цивільної та військової служби.
- Ius commercii. Повне право власності та укладання угод.
- Ius gentium, поняття про яке було розроблено в III ст. до н. е. Використовувалося при укладанні договорів між римськими громадянами і іноземцями (перегринами).
- Ius connubii. Право на законний шлюб, що надавав права Pater familias і автоматичне римське громадянство дітям, народженим в такому шлюбі.
- Ius migrationis. Право збереження повного римського громадянства при переїзді в місто порівнянного статусу, тобто в римські колонії та провінції. Аналогічні права мали латинські громадяни. Якщо громадянин переїздив у латинську колонію чи залежне царство, його статус знижувався до рівня латинського громадянина.
- Імунітет від місцевих правових норм і законів.[3]
- Право на пред'явлення судових позовів.
- Право на суд (у тому числі і на самозахист).
- Право на оскарження судових рішень, у тому числі в суді нижчих інстанцій.
- До римського громадянина не могли бути застосовані тортури та тілесні покарання, а також смертна кара у разі державної зради. Не поширювалося на військовослужбовців в період несення дійсної служби.
- Обвинувачений у державній зраді римський громадянин мав право на суд в Римі.

## Статус військовослужбовців
В легіонах на дійсній службі мали право перебувати тільки римські громадяни, але вони на термін служби (20 років) обмежувались у правах: наприклад, легіонер не мав права вступати в законний шлюб, тому діти військовослужбовців, народжені в період служби, громадянства не мали, так само не набували вони громадянства, якщо військовий вступав після відставки з їхньою матір'ю в законний шлюб. Так само, до військовослужбовців могли бути застосовані тілесні покарання та смертна кара. Тільки при Септімії Севері військовослужбовці отримали право вступати в законний шлюб під час несення служби, що перетворювало військову службу в спадкове заняття.
Аукзіліаріі (солдати допоміжних військ) отримували права римського громадянства після закінчення повного терміну служби (30 років).

## Зовнішні атрибути римського громадянства
У період Республіки та ранньої Імперії римський громадянин мав навіть зовні відрізнятися від інших жителів Римської держави — за указом Августа, громадяни в громадських місцях повинні були носити тогу. Реліктом цих порядків були імператорські укази V ст., що забороняли носіння в межах міста Риму штанів (як атрибуту «варварського» одягу).

## Умови придбання римського громадянства
Автоматично римським громадянином ставав дитина, народжена у законному шлюбі римського громадянина. Вільновідпущені римські громадяни отримували обмежене римське громадянство (без права військової служби): в умови звільнення обов'язково входили клієнтські зобов'язання перед колишнім господарем. Сини вільновідпущеників, народжені в законному шлюбі, автоматично отримували повне римське громадянство.
У період імперії надання римського громадянства стало залежати від волі правителя. Можна було придбати громадянство, але воно було доступне тільки обмеженому колу еліти. Після Громадянських війн 49 — 45 р. до н. е. Юлій Цезар надав римське громадянство всім жителям Італії і Цизальпінської Галлії. У ряді випадків, імператори могли надати права громадянства іншим містах і провінціях (повне римське громадянство мало населення Бетики та Нарбонської Галлії, чиї мешканці іменувалися togatiae ' '- «носять тогу »). Клавдій надав римське громадянство жителям Лугдунської Галлії, і представники племені едуїв були введені в Сенат. Нерон надав римське громадянство жителям Ахеї (оголосивши про її «незалежності» та звільнення від податків), але воно було анульовано Веспасіаном.
Римське і латинське громадянство були потужними знаряддями процесу романізації.
У 212 р. Каракалла надав римське громадянство всьому особисто вільному населенню імперії.